# Борис Бергер
Борис Бергер (24 вересня 1965, Львів — 17 жовтня 2017, Ессен) — художник, літератор, видавець, режисер. Член Союзу художників Німеччини.

## Біографія
Борис Бергер народився 24 вересня 1965 року у Львові, де працював тривалий час. Після розпаду Радянського Союзу переїхав до Москви, потім — у місто Ессен (Німеччина). Автор багатьох проєктів на межі різних видів і жанрів мистецтва, зокрема — серії інсталяцій «Космозіккери» (фігурки дивних істот, яких художник називав «космічними ангелами»). Знімав документальне кіно, робив перформанси та скульптури, графіку, шовкографії, плакати. Автор ілюстрацій до роману Леся Подерв'янського «Таємничий амбал». Співзасновник, спільно з психологом і письменником Сергієм Шумейкиним, проєкту «Emergency Exit / Запасний вихід» (незалежне літературне видавництво; музичний лейбл; креативне бюро, креатив prêt-à-porter, рекламне агентство повного циклу). Першим висунув ідею видання текстів найцікавіших блоґерів Живого Журналу. Одним із останніх великих проєктів Бергера став музей-ресторан «Сало» у Львові.
Один із найбільш популярних проєктів художника — цикл іронічно-абсурдистських колажів «Котя», в рамках якого за допомогою фотошопу в полотна класичного живопису, агітаційні плакати, історичні фотографії від додавав зображення кота. В інтерв'ю журналу «Афіша» в 2007 році Бергер пояснював, що придумав проєкт «після відвідин якоїсь великої бієнале в Центральному домі художника» (в Москві), де «побачив, наскільки зараз ґламур і кітч перемагають культуру». За його словами, біле кошеня на його власних колажах проявляє весь надуманий пафос твору, «тому що відразу видно, що він живий, а все інше висмоктано з пальця, або він виявляє всю серйозність того, що відбувається».
Помер після важкої хвороби 17 жовтня 2017 року в Ессені.